# MODX Revolution
MODX Revolutionとは、オープンソースのコンテンツ管理システム (CMS) である。PHPおよびMySQL環境にて動作する。
MODXのひとつで、別バージョンとして、MODX Evolutionがある。

## 特徴
MODX Revolutionの特徴は以下の通りである。
- 管理画面からのパッケージインストール
- 強力な多言語対応
- マルチサイト対応
- 大規模サイトに強い
- 高度な管理
- 洗練された管理画面